# Canale (Italie)
Pour les articles homonymes, voir Canale.
Canale (en français Canal) est une commune italienne de la province de Coni, dans la région Piémont.

## Géographie

### Communes limitrophes
Castellinaldo, Cisterna d'Asti, Montà, Monteu Roero, Priocca, San Damiano d'Asti, Santo Stefano Roero, Vezza d'Alba

## Administration
| Période                                  | Période  | Identité        | Étiquette     | Qualité |
| ---------------------------------------- | -------- | --------------- | ------------- | ------- |
| mai 2014                                 | En cours | Enrico Faccenda | liste civique |         |
| Les données manquantes sont à compléter. |          |                 |               |         |